# 최재천 (정치인)
최재천(崔載千, 1963년 11월 19일~)은 대한민국의 법조인 출신 정치인이다. 제17·19대 국회의원을 지냈다.
1987년 제29회 사법시험에 합격하고, 사법연수원 제19기 수료한 후, 1990~1993년까지 육군 법무관으로 복무했다. 1993년 3월 법률사무소를 개소, 2000년 3월 법무법인 한강을 설립했다. 2004년 제17대 열린우리당 국회의원으로 당선되어, 법제사법위원, 정보위, 제1정조위원장, 통일외교통상위원회 위원, 농림해양수산위원회 위원 등을 역임했다. 2008년 제18대 총선에서 낙선했으나, 2012년 제19대 민주당 국회의원으로 당선되었다.
전 법무법인 한강 대표변호사이고, 오마이뉴스 고정칼럼리스트, 한국의료법학회․대한의료법학회‧대한법정신의학회․한국조직은행이사, 외신기자클럽(FCC)․한국자산관리공사(KAMCO)․성동구청고문변호사, 김대중 전 대통령 고문변호사, 광운대, 영남대, 이화여대 겸임교수, 연세의대 외래교수, 성신여대, 동국대 외래강사, 민생 성동포럼 대표를 맡았었다.
그리고 <최재천의 시사큐비즘> 오마이뉴스 블로그, <최재천의 솥단지 정치> 다음 블로그, <소통과 반응> 홈페이지, <최재천과 소통하기> 싸이월드를 운영하고 있다.
2015년 12월 28일 새정치민주연합을 탈당하였으며, 대한민국 제20대 국회의원 선거에 출마하지 않겠다고 선언하였다.

## 생애

### 어린시절
최재천은 1963년 11월 19일 전남 해남에서 네 명의 아들 중 둘째로 태어났다. 화산초등학교, 화산중학교, 광주일고를 졸업하고, 1982년 전남대학교 법학과에 진학했다. 1986년 2월 졸업 후, 다음해 1987년 9월 제29회 사법시험을 합격했으며, 1990년 2월 사법연수원 19기를 수료하였다.
그 후 1990년 2월부터 1993년 2월까지 강원도 원통에서 육군법무관으로 복무하고, 1993년 동 대학원 법학석사를 취득하고, 2000년에 동 대학원 법학박사를 취득, 2003년 연세대학교 법무대학원 경영정책법무학과 고위과정을 수료하였다.

### 변호사시절
군법무관 복무 후 1993년 3월 최재천 법률사무소를 개소해 의료사고 전문 변호사로 활동했다. 서울 성동구청(1997년 9월 ~), 법률신문사(2000년 3월 ~), 한국자산관리공사(2002년 5월 ~) 고문변호사를 겸하는 등 그밖에 다수 기관․업체의 고문변호사를 맡고 있다.
대표적인 변론으로는, 국가안전기획부의 시사저널에 대한 판매금지가처분신청사건 무료변론(1998년 3월), 국내 최초 담배소송 공익변론(1999년 9월), 문익환 목사 등 24인 5.18사건 관련 재심청구 무료변론(1999년 12월), 병원균 감염에 대한 손해배상 사건수행, 김대중 내란음모사건 재심청구소송수행(2003년 10월) 등이 있다.

### 17대 국회의원 시절
17대 총선 서울 성동갑 지역구의원으로 당선돼 정치에 입문했다. 지역구를 위해 지방세 공동과세로 성동구 예산 연간 100억원 이상 확충, 교육예산 582억 확보해 7개 학교를 신설․개축 등을 실현시켰다. 뿐만 아니라, 아파트 분양원가공개를 주도하고, 이자제한법을 부활시켰으며, 기초노령연금을 확대하는 데 힘썼다.
법제사법위원회 위원, 정보위원회 위원, 통일외교통상위원회 위원, 농림해양수산위원회 위원 등을 맡았다. 또한 제17대 대선 당시 정동영 대통합민주신당 후보 대변인으로 활동하기도 했다.
여의도통신 제정법률 발의 2위로 뽑혔으며, 여야 초선의원이 뽑은 최고의원 및 백봉신사상을 수상하고, 시민일보 선정 의정대상 수상, 3년 연속 국정감사 최고의원으로 선정되었다. 그리고 TV토론 33회, 라디오토론 12회에 출연해 인지도를 높였고, 인사청문회 23회 참석으로 17대 국회에서 인사청문회 최다 참석자라는 기록을 가지고 있다.

## 학력
- 화산국민학교 졸업
- 화산중학교 졸업
- 광주제일고등학교 졸업
- 전남대학교 법과대학 법학 학사
- 전남대학교 대학원 법학 석사
- 전남대학교 대학원 법학 박사

## 관심분야와 입장

### 한미 FTA
| “ | 철저히 밀행적이었고, 독단적이었고, 정치적 결단주의에 입각해 있었습니다. 우리가 꿈꾸던 민주적이고 참여적인 정책 결정 매커니즘은 작동되지 않았습니다. 내적 협상은 아예 없었습니다. … 무엇이 그렇게도 급박했길래, 쇠고기와 자동차, 스크린쿼터 등 네 가지 선물까지 바쳐가면서 굴욕적으로 개시했는지 이해할 수 없습니다. 어쩌면 이때부터 한미FTA는 자유(Free)와 공정(Fair)의 범주를 넘어서버렸습니다. … 국내용 수사로만 ‘재협상은 없다’고 소리 높일 상황이 아닙니다. 한미FTA에 대한 늦더라도 근본적인 성찰이 필요한 시점입니다. | ” |

한미FTA 청문회 당시 신랄한 비판과 주장으로 화제가 된 바 있다.

### 남북관계
기본적으로 남북간 '통일지향적 평화 프로세스'를 지향한다. 김대중 전 대통령의 햇볕정책 기조를 따라 북측에 대한 좀 더 유연하고 융통성있는 대응을 주문한다. 특히 이명박 정부 들어 남북협력의 결실인 6․15선언과 10․4선언을 부정하려는 움직임에 대해 강력히 비판한다.

### 한미동맹
전략적 유연성, 방위비 분담금, 미군기지 이전문제 등에 관심을 쏟고 있다. 용산미군기지 이전에 대한 단순 찬반논의를 떠나, 미국의 전략적 유연성과 용산기지 이전협정의 상관관계를 끊임없이 제기하며, 국가전략의 체계적 수립과 대응을 주문했다.

| “ | 주한미군 재조정 문제는 중장기적인 큰 틀에서 '신속기동군'으로의 변환에 따른 미국 측의 전략적 이해관계를 반영하는 것이 명백한 만큼 협상과정에서 이를 레버리지(leverage)로 십분 활용해야 했다. | ” |

### 시민의 기본권
시민의 기본권, 특히 인권과 표현의 자유 등에 대해 관심이 많다. 국방부 금서목록 지정 및 미네르바 사건, PD수첩 제작진 구속사건 등에 대해 지극히 비판적이다.
| “ | 기본권 침해에 대한 접근성 보장은 기본권 보호의 본질적 기능이다. 그리고 이 기능은 인권위원회라는 기관의 존립 여부를 넘어선다. 어떤 이름으로도, 누구 이름으로도 기본권 침해와 보장에 대한 접근권한은 철저히 보장되어야 한다. 문턱이 없어야 한다. 거리도 없어야 한다. 어떠한 제한도 없어야 한다. | ” |

### 교육
학벌과 사교육열풍, 선행학습으로 이어지는 한국 교육실태에 대해 비판적인 입장이다.
| “ | 대한민국 초‧중‧고등학교는 대학의 식민지입니다. 초등학교는 국제중에 얼마나 넣느냐가 명문의 기준이 되고, 중학교는 특목고나 자사고에 얼마나 넣느냐가 서열과 가치를 좌우하고, 고등학교는 명문대 인기학과에 얼마나 넣느냐가 역시 서열과 가치의 기준이 됩니다. 한국에서 대학 이전의 학교 교육은 그 자체로서는 아무런 의미가 없습니다. | ” |

### 경제
일자리창출, 자영업자, 비정규직, 중소기업 활성화 문제에 관심이 많다. 재벌중심, 대기업중심의 경제정책의 가장 큰 피해자는 내수의 상징인 자영업자일 수밖에 없다는 생각이다. 그 대책으로 자영업자층을 고용보험에 편입시키고, 대출금 상환을 유예하거나, 정책금융을 실시해서 금융위기에 따른 일시적 도산을 막아야 한다는 안을 내놓는다.

또한 일자리의 90%를 차지하고 있는 중소기업지원 확대의 중요성을 강조하고, 정부의 행정인턴 등 비정규직 양산에 대해 비판적이다.
| “ | 지금 대한민국의 노동정책은 어떻게 흘러가고 있는가? 비정규직 기간을 4년으로 늘려 비정규직의 정규직화를 가로막고, 비정규직을 하나의 고착된 신분으로 재구성하려 한다. 지역별 최저임금제도 도입을 통해, 최저임금제도를 악화시킨다. 그리고 대졸 초임을 낮추자는 쪽으로 여론몰이를 한다. | ” |

### 액티브 X
액티브엑스 폐지 서명 사이트인 노액티브엑스를 제안한 사람 중 한 명이다.

### 도서정가제
도서정가제란 책값(소매가격)을 일정 비율 이상으로 할인하지 못하도록 강제하는 제도이다. 1999년 인터넷 서점이 등장한 이후, 책값을 큰 폭으로 할인하는 등 출판 시장이 왜곡되는 문제가 발생했다. 따라서 정부는 2003년 2월부터 <출판 및 인쇄 진흥법>을 시행하여 (도서정가제는 같은 해 2월 27일부터 시행) 온라인 서점에 한해 출간 1년 이내의 서적을 신간서적으로 분류하고 정가에서 최대 10%만 할인할 수 있도록 했다. 또한 출간된 지 1년이 지난 책들은 서점이 마음대로 할인폭을 정하도록 했다. 이후 2007년 10월부터 시행된 <출판문화산업진흥법>은(기존 <출판 및 인쇄 진흥법>) 발간된 지 18개월 이내의 서적을 신간으로 정하고, 오프라인 서점에서도 신간을 10%할인 할 수 있도록 했다.
그러나 당시 도서정가제(2013년 개정 전)는 현행법상 발행일로부터 18개월 미만 도서(신간도서)는 직·간접적으로 19%(가격할인 15%)까지 할인이 가능하고, 발행일로부터 18개월이 경과한 도서(구간도서)와 실용서·초등학습참고서, 국가기관 등에서 구입하는 도서는 무제한 할인이 가능함으로써 도서정가제가 유명무실한 실정이었다. 즉 입법취지와 다르게 <독점규제 및 공정거래에 관한 법률>의 규정에 의해 재판매가격유지 대상저작물의 종류와 유통범위를 제한하는 모순이 있고, 예외를 지나치게 넓게 인정하는 문제점이 있었다. 이에 문화의 다양성을 확보하고 출판 산업을 진흥하기 위해서 불합리한 예외조항을 개정할 필요성이 제기됐다. 2014년 4월 국회에서 통과되고 11월 시행된 <출판문화산업 진흥법 일부개정법률안>(2013년 1월 최재천 의원 대표발의)의 주요 내용은 다음과 같다.
△ 도서정가제 대상 범위를 모든 도서로 확대함. △출간된 지 18개월이 지난 간행물에 대해서도 정가를 적용함. △ 정가의 15% 이내에서 가격 할인과 경제적 이익(간접 할인)을 할 수 있으나, 단 가격 할인은 정가의 최대 10% 이내로 함. △ 도서관에서 판매하는 간행물의 경우 도서정가제를 적용함(사회복지시설에서 판매하는 간행물은 적용 대상에서 제외). △ 정가 표시 및 판매 등의 규제에 대해 3년마다 검토하도록 규정함.
도서정가제의 목적은 저작자의 권리와 이익을 보장하여 적극적으로 창작활동에 나서도록 하는 데 있다. 즉 문화적 가치를 육성하고 다양성을 보존하기 위한 것이다. 도서정가제는 서점과 출판사들의 과도한 할인율 인하 경쟁으로 도서가격 거품 논란이 있던 출판 유통계의 고질적인 병폐를 개선할 수 있을 것으로 전망됐다. 또한 문학도서가 실용도서로 둔갑하여 할인, 유통되거나 구간(舊刊)의 유통 비율이 높아 새로운 창작도서의 유통이 저해되는 문제도 해소할 수 있을 것으로 기대됐다. 도서정가제가 시행된 지 2년이 지난 지금 기대 효과가 나타나고 있다는 평가다. 그러나 온라인 대형 서점의 편법 할인판매 등 문제가 부각되고 있으며, 일부 소비자들이 책값 상승에 대한 불만을 제기하기는 등 소비자후생을 감소시켰다는 평가도 있다.  골목 서점을 살린다는 기본 취지와는 달리 시간이 갈수록 인터넷서점만 성장시켜 대다수의 독서인들은 2017년 11월 개정에는 폐지를 해야한다 주장하고 있다

### 학력
- 전남대학교 법학과 학사
- 전남대학교 대학원 법학석사
- 전남대학교 대학원 법학박사

#### 비학위 수료
- 연세대학교 법무대학원 고위경영행정정책법무과정 수료

## 저서
- 끝나지 않은 5.18(유스티니아누스 1998. 향연 2004.)
- 형사정책(박영사 1999.)
- 의료과실과 의료소송(육법사 2001.)
- 담배와의 전쟁(일상 2001.)
- 의료사고해결법(일상 2002.)
- 법률산책(법률저널 2003.)
- 굿바이 Mr. 솔로몬(향연 2003.)
- 의료형법(육법사 2003.)
- 한국외교의 새로운 도전과 희망(향연 2006.)
- 여의도 일기(향연 2008.)
- 솥단지 정치(향연 2008.)
- 한미 FTA 청문회(향연 2009.)
- 민주당이 나라를 망친다, 민주당이 나라를 살린다(김태일 공저, 모티브북 2010.)
- 최재천의 책갈피(폴리테이아 2011.)

## 역대 선거 결과
|  | 40.88% |

|  | 44.17% |

|  | 52.08% |

## 소속 정당
| 소속 정당 | 소속 정당      | 소속 기간 | 비고           |
| --------- | -------------- | --------- | -------------- |
|           | 열린우리당     | 2004~2007 | 정계 입문      |
|           | 무소속         | 2007      | 탈당           |
|           | 대통합민주신당 | 2007~2008 | 창당           |
|           | 통합민주당     | 2008      | 합당           |
|           | 민주당         | 2008~2011 | 당명 변경      |
|           | 민주통합당     | 2011~2013 | 합당           |
|           | 민주당         | 2013~2014 | 당명 변경      |
|           | 새정치민주연합 | 2014~2015 | 합당           |
|           | 무소속         | 2015~현재 | 탈당 정계 은퇴 |

## 같이 보기
- 서울 성동구의 국회의원
- 성동구 갑 (2004년 선거구)